# La Llave, Querétaro Arteaga
La Llave är en ort i Mexiko.   Den ligger i kommunen San Juan del Río och delstaten Querétaro Arteaga, i den centrala delen av landet, 150 km nordväst om huvudstaden Mexico City. La Llave ligger 1 902 meter över havet och antalet invånare är 5 644.
Terrängen runt La Llave är huvudsakligen platt, men norrut är den kuperad. Runt La Llave är det ganska tätbefolkat, med 230 invånare per kvadratkilometer. Närmaste större samhälle är San Juan del Río, 8,7 km söder om La Llave. Trakten runt La Llave består till största delen av jordbruksmark.